# Bruray
Bruray, aussi appelée East Isle, est une petite île du Royaume-Uni située en Écosse, dans l'archipel des Skerries extérieures faisant partie des Shetland.

## Géographie

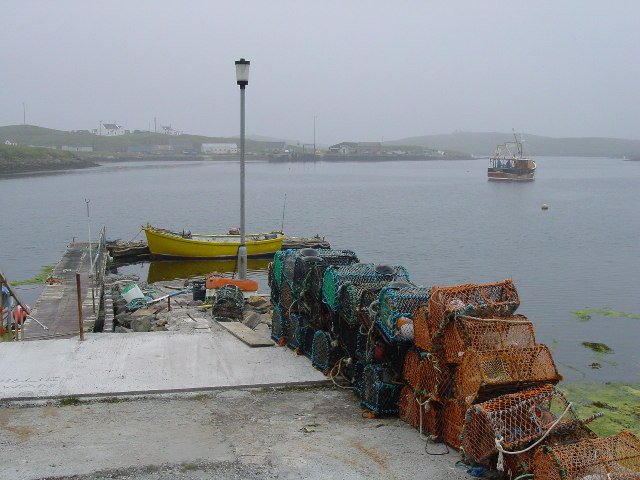
Bruray vue depuis Housay séparées par le South Mouth et avec Grunay au dernier plan.

Bruray est baignée par les eaux de la mer du Nord et fait partie des Skerries extérieures, un petit archipel écossais situé à l'Est des Shetland. L'île est entourée par Housay à l'ouest à laquelle elle est séparée par le North Mouth et le South Mouth ainsi que par Grunay au sud-est à laquelle elle est séparée par le Northesat Mouth et enfin par Lamba au nord-est, un stack situé tout près de l'île.
Les côtes de Bruray, majoritairement rocheuses et formant des falaises et une arche naturelle, se découpent en trois petites péninsules dans le Sud de l'île. L'île, qui culmine au Bruray Ward avec 56 mètres d'altitude, est dépourvue d'arbres et est couverte de prés, de landes et de quelques champs.
La faune la plus visible de Bruray est l'avifaune qui constitue un attrait touristique.

## Population et infrastructure

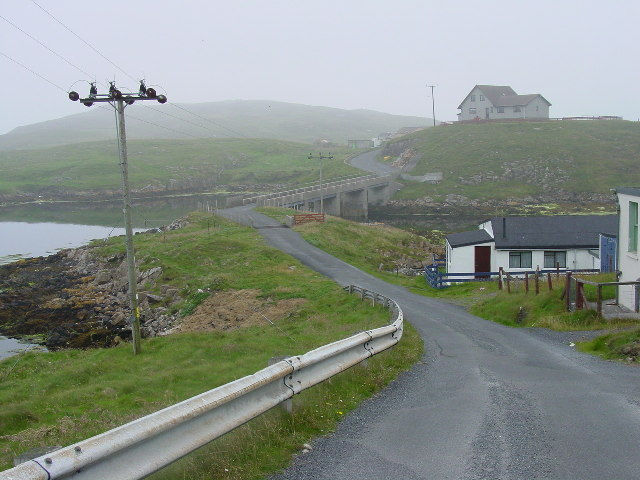
Housay vue depuis Bruray et le pont qui les relie.

Bruray est reliée à Housay par un pont construit en 1957 et emprunté par l'unique route de l'archipel,. Une petite piste d'atterrissage, qui sert de base aux cinq pompiers volontaires de l'archipel, a été aménagée dans le centre de l'île et permet à l'archipel d'être régulièrement relié à l'aérodrome de Tingwall. L'unique école de l'archipel se trouve sur Bruray et n'accueille que quelques enfants chaque année (treize en 2001).
Les habitants vivent dans le Sud de l'île, à proximité du port naturel de l'archipel où a été construite une jetée et servant de port de pêche, de port de plaisance, de port commercial et de terminus du ferry reliant l'archipel au villages de Vidlin et Lerwick suivant les jours et sur réservation. La pêche, hauturière et l'aquaculture de saumon, constitue la principale activité économique de la communauté portuaire de Bruray,.
La boutique de Bruray est un des trois bâtiments considérés comme faisant partie du patrimoine architectural des Skerries extérieures.